# Чубура
Чубура (серб. Чубура) — міська громада (нейборгуд) столиці Сербії Белграда. Розташована на території общини Врачар; назва є синонімом богемного життя міста.

## Положення
Чубура простягається вздовж перехрестя вулиць Френсіса Маккензі — Миколи II та Максима Горького. Межує з громадами Врачар та Градіч Пейтон (субгромада Чубури) на заході, Каленіч на півночі, Червоний Хрест на сході, Неймар на південному заході та Пашино Брдо на півдні.

## Історія
Чубура була заснована як сільське поселення довкола ставка та берегів Чубурського потоку. У 1880-х почало трансформуватися у селище міського типу. У свій час сюди переселилися мешканці циганської національності з громади Зерек (район громади Дорчол довкола вулиці Короля Петра).
Нині Чубурський потік є цілком підземною течією, його не можна побачити на поверхні землі. Він протікає через белградську каналізаційну систему (як і багато інших водних потоків та струмків у міській частині Белграду). Витоки Чубурського потоку знаходяться біля сучасного перехрестя вулиць Кічевської та Баба-Вішніної. Він протікає у південному напрямку, охоплюючи північні схили Пашиного Брда. Потім він повертає на захід та південний захід і впадає у Мокролуцький потік (серб. Мокролушки поток) біля сучасної Автокоманди неподалік колишнього концентраційного табору Топовські Шупи. У нижніх долинах потоку знаходиться Південний бульвар, який є сучасним  кордоном Чубури на півдні. У часи, коли Чубурський потік ще був наземною течією, у цьому районі знаходився невеликий міст, що з'єднував Чубуру з Пашиним Брдом.
За однією з версій, назва поселення походить від турецького варіанту назви спеціального циліндричного жолоба (çubura), яким у цьому районі було зарегульовано течію Чубурського потоку. За іншою, романтизованою версією, назва походить від сербської назви садового чабера (čubar), який начебто ріс у великій кількості довкола потоку. Очевидно, жолоб зарегульовував не власне цей потік, а один чи два додаткових потоки.
На території Чубури знаходився пам'ятник загиблим у Першій світовій війні циганам, які воювали у складі сербської армії. Монумент згадується в роботі Мілана Вукічевича Пам'ятники на околицях Белграду (серб. Spomenici na okrajini Beograda). Кам'яний монумент знаходився праворуч від потоку та мав напис "Молодим сербським ромам, що героїчно загинули у 1912—1918". До 1939, коли в журналі Vreme було подано детальний опис поселення, про пам'ятник не було жодної згадки. Згідно з описом, він розташовувався неподалік сучасного парку. У березні 2018 було повідомлено, що монумент не був знищений. У 1924 він був перенесений на подвір'я по вулиці Господара Вучича неподалік місця початкового розташування. Нині монумент є власністю циганської організації Співдружність Ромів (серб. Društvo Rom); він доповнений також іменами ромів, що загинули у Другій світовій війні.

## Характеристика
У 2002 населення Чубури складало 13 498 осіб. Громада характеризується вузькими вулицями та великою кількістю кафан; відома як значний центр концентрації представників міської богеми. На відміну від Скадарлії, яка вважається вишуканим та фешенебельним місцем, у Чубурі збираються широкі верстви населення. У 1941 неподалік Славії уздовж вулиці Маккензі знаходилося 30 кафан. Після 1945 кафана Vltava була місцем збору белградських адвокатів, а Mala Vltava — колишніх політичних в'язнів з Голого Отоку, тоді як більш матеріально благополучні громадяни надавали перевагу кафані Trandafilović. Загалом уся площа довкола сучасного парку описується як "величезна цілодобова кафана".
Тим не менш, протягом недавніх років кафани поступово зачинялися, а Чубура втрачала свою специфіку та колорит. Одна з останніх кафан, Kolubara, перетворена на букмекерську контору, а Čuburska lipa знесена на початку 2018. Остання кафана була названа на честь липи, привезеної з Липика та посадженої тут у 1924. Саме дерево було зрізане. Численні білі будинки у стилі кіч, зведені за зразками архітектури міжвоєнного періоду, разом з новими будівлями створюють образ Чубури як «району будинків-пряників, покритих цукром».

## Парк

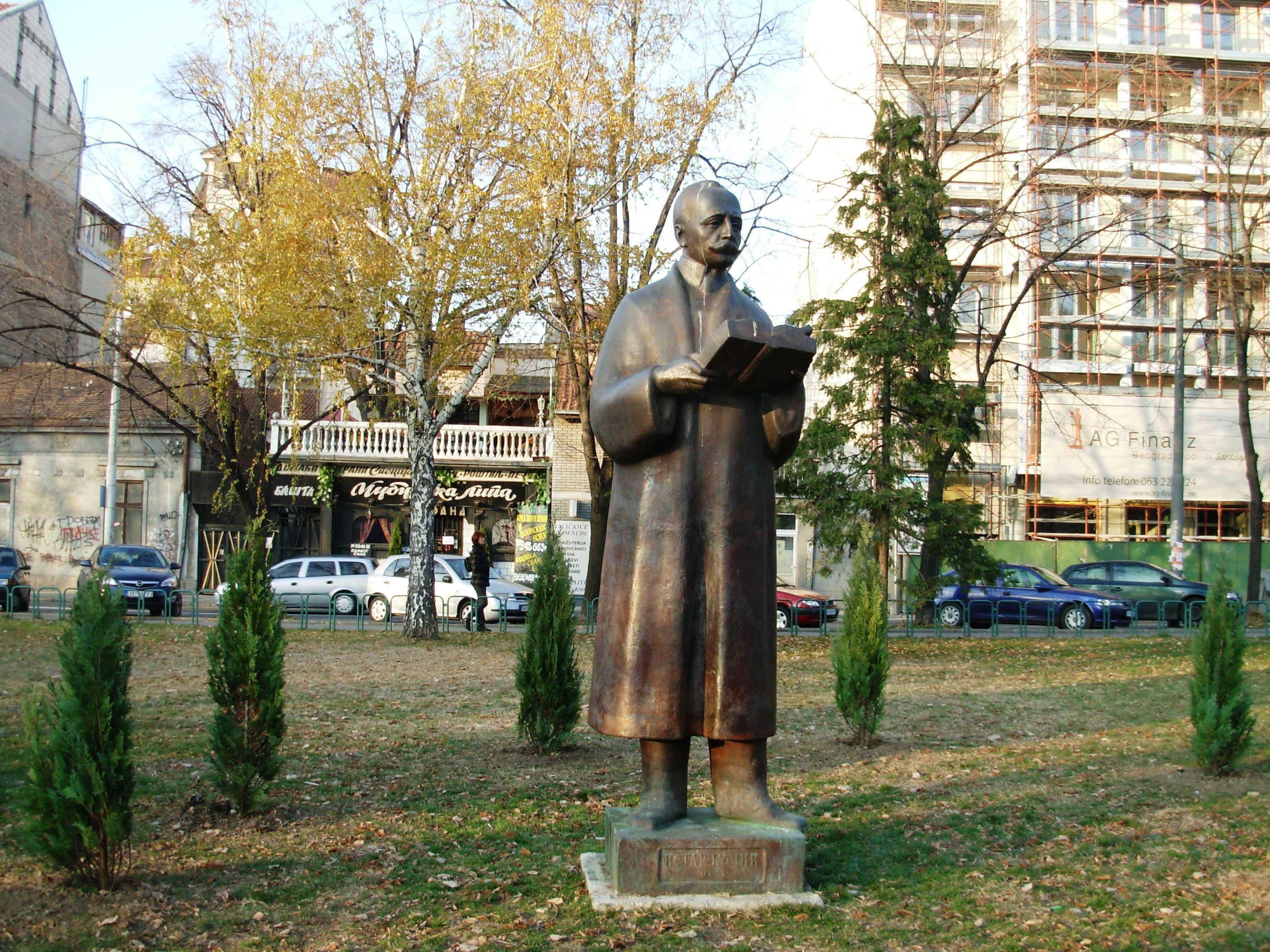
Пам'ятник Петару Кочичу

Чубурський парк розташований на території громади між вулицями Максима Горького, Миколи II, Чубурської та Павла Орловича. Охоплює площу 11 гектарів, 3 з яких займають дитячі майданчики. Є також сезонний парк розваг. У листопаді 2007 почалася велика реконструкція, що включала в себе видалення звідти всіх старих і хворих дерев та всього шару гумусу, на якому вони росли, встановлення каналізаційної системи під територією парку, щоби запобігти виникненню ставків під час дощів, а також зміна території парку. Реконструкція була завершена у квітні 2008.
12 травня 2009 парку було передано пам'ятник сербському письменнику Петару Кочичу. Під час белградського періоду свого життя Кочич мешкав на околицях парку. Копія монументу авторства Драголюба Давидовича споруджена перед будинком, де народився Кочич, у селі Стричичі неподалік Баня-Луки в Боснії і Герцеговині.
16 червня 2019 на розі вулиць Максима Горького та Миколи II споруджено інший монумент, присвячений славетним будівельникам-самоучкам з Црної-Трави, відомим як найкращі будівельники, що "збудували половину Югославії": філософський та юридичний факультети Белградського університету, Старий та Новий палаци, будівлю міністерства фінансів Сербії, палац княгині Любиці, кафану Dva Jelena у Скадарлії, готель «Москва», готель «Брістоль», фабрику димових труб та багато чого іншого. Монумент репрезентує безіменних будівельників, автором є Зоран Кузманович. Парк було обрано, оскільки тут знаходилась кафана Kikevac, яка була головною точкою збору будівельників. Копія скульптури з кам'яним п'єдесталом була споруджена безпосередньо у Црній-Траві 29 жовтня 2019.